# Rio Pardinho
Le Rio Pardinho est un cours d'eau brésilien de l'État du Rio Grande do Sul qui se jette dans le Rio Pardo. 

## Géographie
De 107 km de longueur, son bassin versant est de 1 086 km2.